# Tango nuevo
Tango nuevo – termin ma dwa znaczenia: 
1. forma muzyki tanga argentyńskiego łączącego elementy jazzu i muzyki poważnej, którego jednym z najwybitniejszych przedstawicieli jest Astor Piazzolla;
2. styl tańca tanga argentyńskiego, nazywany też czasem neotango, improwizowany, w którym prowadzenie partnerki jest dynamiczne i zmienia się pomiędzy bliskim i otwartym trzymaniem.

Tango nuevo jako styl tańca powstało pod koniec lat osiemdziesiątych w Buenos Aires. Jego twórcami byli dwaj tancerze - Fabian Salas i Gustavo Naveira. Opracowali oni sposób uczenia tanga i wprowadzili do niego wiele nowych elementów, przywracając jednocześnie improwizacyjny charakter tego tańca. Dało to początek nowej fali tancerzy, którzy eksperymentowali z tangiem coraz bardziej je rozwijając. Wielu z nich rozwinęło własny, niepowtarzalny styl jak Pablo Veron, Roberto Herrera, Norberto "El Pulpo" Esbrez - zwany "Ośmiornicą" ze względu na charakterystyczny sposób tańczenia z "przeplataniem" nóg, "Chicho" Frúmboli, Pablo Villaraza, Dana Frigoli, Pablo Inza, i Eugenia Parilla.
Wraz z rozwojem nowych form tańca zaczęła rozwijać się nowoczesna muzyka. Stare tanga remiksowano lub komponowano całkiem nowe utwory, często mieszając elementy tanga, muzyki house, jazzu, a nawet hip hopu. Tak powstał nurt muzyczny nazywany electrotango (lub electro tango). Znany muzyk Carlos Libedinsky mówił o potrzebie nowej muzyki w ten sposób: "Było coś, co wydawało mi się dziwne. Wielu eksperymentowało z nowymi formami tańca, ale muzyka do której tańczyli nie wydawała się z tymi próbami harmonizować. Ja także czułem w milongach bogactwo żywej energii, ale jednocześnie cała grana tam muzyka została stworzona przez ludzi od dawna nie żyjących. Ważny kawałek tradycji wydawał się pozostawać jakby opuszczony.". Najbardziej znani twórcy nurtu electrotango to: Gotan Project, Bajofondo Tango Club, Electroqtango, Otros Aires, Carlos Libedinsky. Tango nuevo może być tańczone zarówno do tradycyjnych tang, muzyki Astora Piazzolli, electrotango, a także współczesnej muzyki niebędącej tangiem.